# 157e régiment d'infanterie (France)
Le 157e régiment d'infanterie (157e RI) est un régiment d'infanterie de l'Armée de terre française créé sous la Révolution sous le nom de la 157e demi-brigade de première formation. Il est finalement recréé en 1887 sous le nom de 157e régiment d'infanterie et sert comme troupe alpine pendant la majeure partie de son existence.

## Création et différentes dénominations
- 1795 : 157e demi-brigade de bataille
- 1796 : dissoute
- 1887 : 157e régiment d'infanterie
- 1919 : dissous
- 1935 : 157e demi-brigade alpine de forteresse
- 1940 : dissoute
- 1959 : 157e bataillon d'infanterie
- 1961 : devient 72e bataillon d'infanterie
- 1971 : devient 157e régiment d'infanterie divisionnaire
- 1979 : renommé 157e régiment d'infanterie alpine
- 1982 : dissous, devient

## Colonels / Chefs de brigade
- 1795 : chef de brigade Jean Victor Rouyer (*)
- 1895 : colonel Barthélemy
- 1899-1903 : colonel Massiet Du Biest
- 1904-1906 : colonel Eydoux
- 1907 : colonel Alba
- 1911 : colonel Neulat
- 1912 : colonel Castaing
- 1915 : lieutenant-colonel du Noyer
- 1918 : lieutenant-colonel Dulary
- 1918 : lieutenant-colonel Care
- 1er août 1918 : lieutenant-colonel Marminia
- 1919 : lieutenant-colonel Andréa
- 1935 : lieutenant-colonel Dessaux
- 1939 : lieutenant-colonel Soyer

## Historique des garnisons, combats et batailles du157eRI

### Guerres de la Révolution
Formée en 1793, la 157e demi-brigade de bataille est dissoute en 1796.

### De 1871 à 1914
Le 157e RI, est formé le 1er octobre 1887 avec les 4e bataillons des 78e, 105e et 121e régiments d'infanterie.
En 1888, ll arrive en Ubaye avec un bataillon et y reste en Ubaye jusqu'au 13 août 1914 où sa division, (la 44e DI avec le 159e RI de Briançon, le 97e RI de Chambéry et le 163e RI de Nice) ), l'une des plus puissantes (car les 4 régiments étaient composés de quatre bataillons). à l'ordre de bataille, mise à la disposition du général en chef, c'est-à-dire du général Joffre de par la neutralité italienne qui rend sa mission de défense des frontières, caduque[pas clair][réf. nécessaire].
Le 22 février 1904, la 12e compagnie du 157e RI en garnison à Jausiers effectue une mission de reconnaissance dans le massif du Parpaillon. L'objectif est d'atteindre le col de la Pare (2 655 m) en contournant la base du cirque du Parpaillon, pour descendre sur Saint-Pons et rejoindre la garnison. La colonne atteint le col à 17 h. Entamant la descente sur Barcelonnette, une avalanche emporte 16 des 21 hommes engagés sur la pente et les propulse 400 mètres plus bas sur le plateau des Maïts,. Six militaires sont tués lors de cet accident. Le sous-lieutenant Félix Fontan et le soldat Alexandre Lapeyre se distinguent particulièrement par leur courage et dévouement lors des opérations de secours.

### Première Guerre mondiale
En 1913, le 157e RI  quitte définitivement le fort Saint-Jean de Lyon est caserné à Gap, à Jausiers, au fort de Tournoux.et enfin à Barcelonnette dans les casernes dites Haxo en septembre 1913. Il est un élément organique de la 54e brigade d'infanterie dans la 44e division d'infanterie (DI) du 14e corps d'armée.
Constitution en 1914 : 4 bataillons, puis 3 en juin 1916.
Rattachements:
- 44e division d'infanterie d'août à septembre 1914.
- 76e division d'infanterie de septembre 1914 à novembre 1918.

#### 1914
- Mobilisation du régiment
  - 2 août : occupation des emplacements de couverture dans la haute vallée de l'Ubaye.
  - Il quitte la vallée de l'Ubaye le 13 août et bivouaque au Lauzet le 14
  - 16 août 1914 : embarquement par voie ferrée à Chorges à l'est de Gap dont la gare dispose d'un quai d'embarquement pour Morvillars dans le territoire de Belfort.
- Alsace
  - 19 août : opérations de flanc-garde en Alsace à Walheim (Haut-Rhin).
  - 21 août : cantonnement à Traubach-le-Bas et Traubach-le-Haut.
  - 23 août : embarquement par voie ferrée à Belfort pour Saint-Dié dans les Vosges.
- Vosges
  - 24 août, débarquement à Saint-Dié et marche forcée à destination de Rambervillers le 24 août.
  - Du 25 août au 12 septembre : bataille du col de la Chipotte et de Ménil-sur-Belvitte, le 28 août 1914 où le régiment perd 704 hommes dont 49 Ubayens : ces 19 jours de combat devenant la bataille de la Mortagne.
  - 12 septembre : cantonnement à Raon-l'Étape.
  - 23 septembre : passage au 31e corps d'armée et embarquement par voie ferrée à Charmes (Vosges) pour Toul (Meurthe-et-Moselle).
- Woëvre
  - 24 septembre : marche forcée vers le bois de Raulecourt.
  - du 25 au 27 septembre : attaque du bois de Géréchamps.
  - 10 et 11 octobre : combats à l'orée du bois de Géréchamps, le régiment s'installe entre le bois de Besombois et l'étang de Vargevaux, sur l'axe entre Apremont-la-Forêt et Bouconville-sur-Madt.
  - 11 novembre : embarquement par voie ferrée à Sorcy-Saint-Martin pour Steenwerck (Nord).
- Belgique
  - 13 novembre : cantonnement à Bailleul.
  - du 14 à fin novembre : bataille des Flandres à Boezinge, Oostvleteren, Hollebeke.
  - 12 décembre : embarquement pour Furnes (Flandre-Occidentale).
  - 13 et 14 décembre : passage de l'Yser à Nieuport.
  - 23 décembre : relève du régiment.
  - 27 décembre : embarquement à Cassel pour Jouy-sous-les-Côtes (Meuse).

#### 1915
- Woëvre
  - janvier : occupation du secteur de Rambucourt.
  - 22 février : le 3e bataillon occupe le secteur de Flirey avec le 275e RI.
  - mars : le dépôt du 157e RI forme une compagnie du 414e RI.
  - 18 mars : le régiment rejoint le 3e bataillon en vue de réduire le saillant de Saint-Mihiel dans le secteur de Flirey.
  - du 5 au 8 avril : bataille de la Woëvre au bois de Mort-Mare, au nord de Flirey.
  - printemps-été : combats de mines.
  - 30 septembre : occupation du secteur entre Rambucourt et le bois de Besombois.

#### 1916
- Meuse

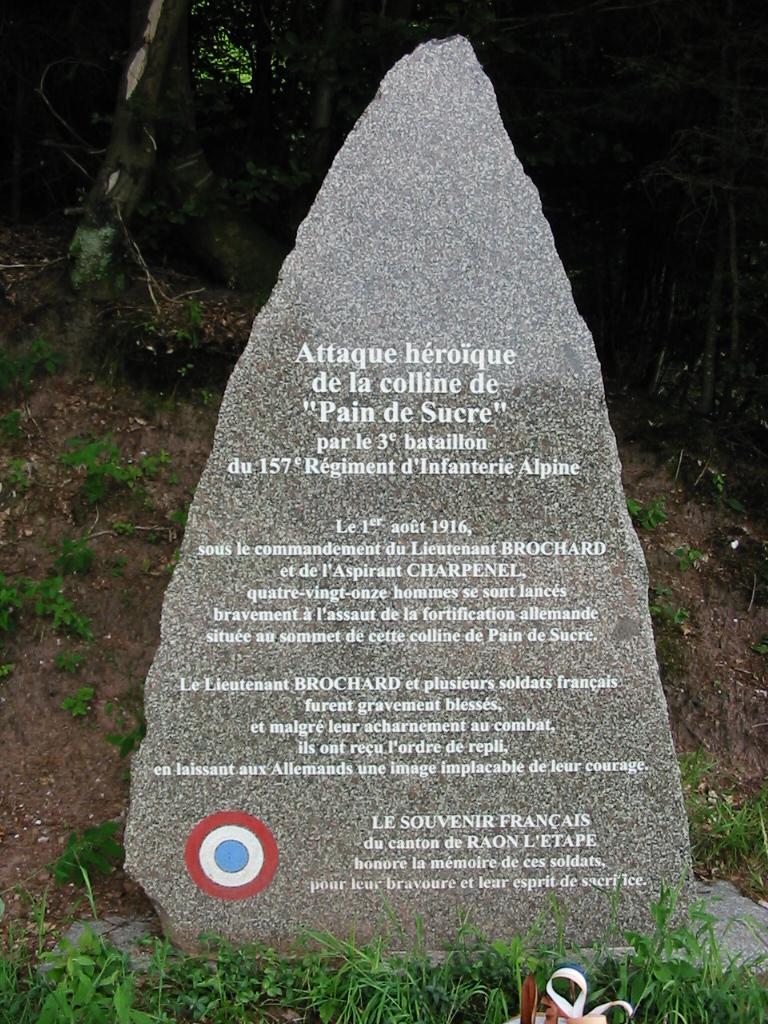
Stèle dans les Vosges en hommage à l'opération du Pain de Sucre

  - 10 janvier : mouvement vers la région de Toul à Sanzey, travaux de 2de ligne dans la forêt de la Reine.
  - 10 février : cantonnement à Commercy (1er bataillon, Saint-Julien-sous-les-Côtes (2e bataillon), Vignot (3e bataillon).
  - 11 mars : embarquement par camion à Commercy pour Génicourt-sur-Meuse.
- Verdun
  - du 28 mars au 11 avril : bataille de Verdun dans les bois de Malancourt, attaque du réduit d'Avocourt le 29 mars 1916 : il se distingue en prenant ce réduit en trente minutes, recevant les félicitation de pétain : " Le 15/7 a fait plus que son devoir ".
- Vosges
  - juin : le 4e bataillon est versé au 210e RI qui passe de 2 à 3 bataillons.
  - 2 août : attaque de nuit du piton retranché appelé le Pain de sucre (3e bataillon du lieutenant Brochard) situé sur la ligne de front dans la commune de Celles-sur-Plaine.
- Armée française d'Orient
  - 29 décembre : embarquement du 2e bataillon à Toulon sur le Lutétia (en).
  - 30 décembre : embarquement du 1er et 3e bataillons à Toulon sur le Canada.

#### 1917

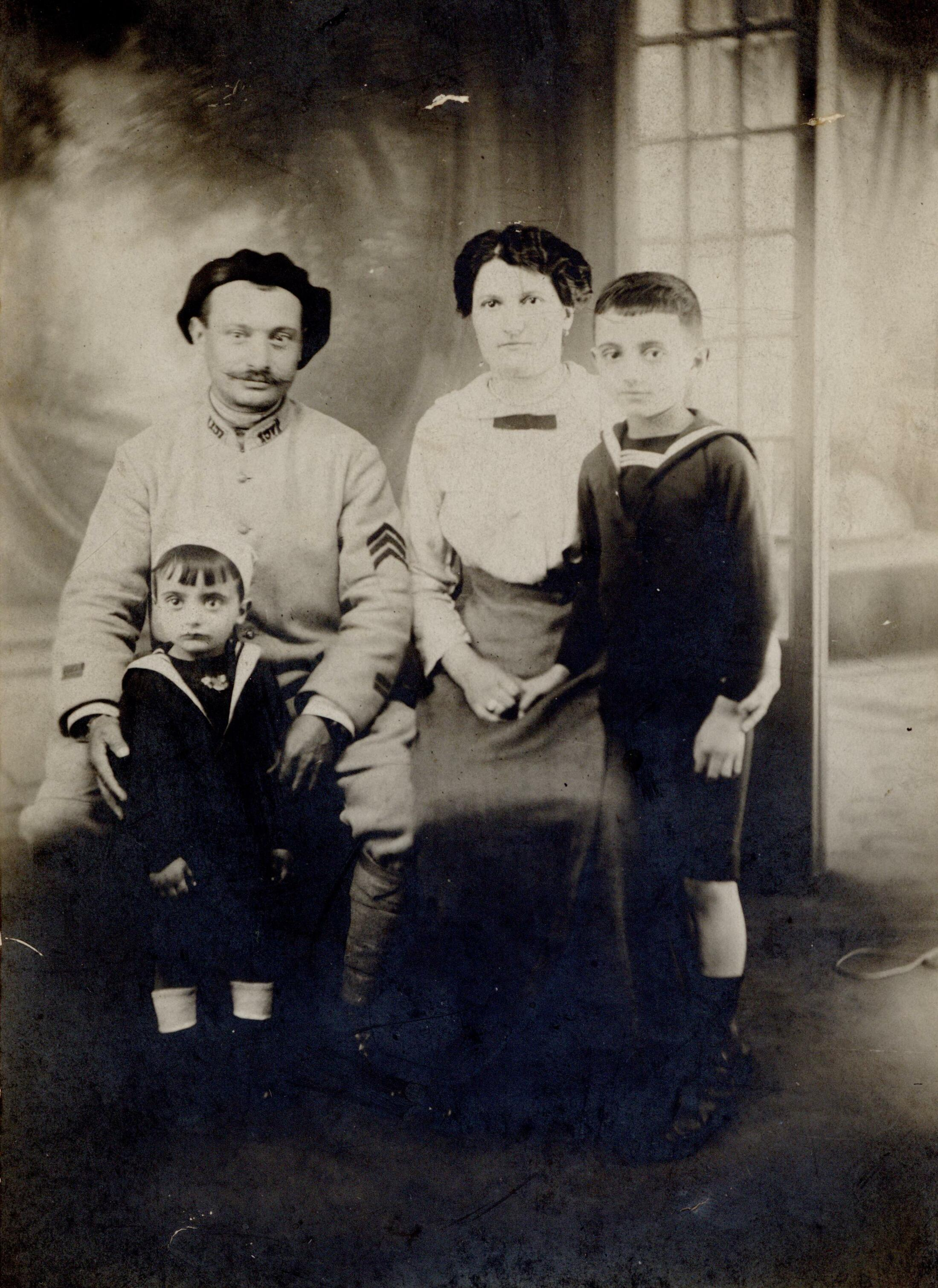
Un poilu du lors d'une permission avec sa famille, février 1917.

- 5 janvier : arrivée du Canada et du Lutétia à Salonique.
- Leskover (mars) Lac Ochrida, Prespa.

#### 1918
- Septembre : Serbie : nord de Monastir.

### Entre-deux-guerres
Dissolution à Gap le 31 décembre 1919.
L'unité est reformée en 1935 sous le nom de 157e demi-brigade alpine de forteresse (DBAF), dans le secteur fortifié du Dauphiné (ligne Maginot dans les Alpes). La demi-brigade, qui reprend les traditions du 157e RI est constituée de deux bataillons alpins de forteresse, les 72 et 73e BAF.

### Seconde Guerre mondiale
Elle est dissoute le 28 août 1939 et est immédiatement recréée avec les 73e et 83e BAF. La 157e DBAF, chargée de la défense du secteur Ubaye, est constituée d'une compagnie de commandement, d'une compagnie régimentaire d'engins et des deux BAF. Le 299e régiment d'infanterie alpine lui est rattaché à partir d'avril 1940. La demi-brigade participe à la bataille des Alpes en juin 1940 contre les Italiens.
Elle est dissoute en juillet 1940 et ses hommes démobilisés en Isère.

### De 1945 à nos jours
En Algérie de 1959 à 1961 sous le nom de 157e bataillon d'infanterie (dans le but d'officialiser les opérations de renseignement d'un organisme chargé du renseignement le long de la frontière tunisienne).
Le régiment est recréé en 1971 sous le nom de 157e régiment d'infanterie divisionnaire, régiment de réserve des Hautes-Alpes. Renommé 157e régiment d'infanterie alpine en 1979, il prend en juillet 1982 le nom de 15e bataillon de chasseurs alpins.

## Traditions et uniformes

### Drapeau
Le régiment reçoit son drapeau le 10 mars 1888. Contrairement aux autres nouveaux régiments, aucune inscription de batailles n'a été attribuée en références aux combats de la 157e demi-brigade, qui n'avait pas combattu d'armées étrangères lors de la Révolution.
Depuis les années 2000, il porte, cousues en lettres d'or dans ses plis, les inscriptions suivantes, :
- Ypres 1914
- Verdun 1916
- AFN 1952-1962

Sa cravate est décorée de la Croix de guerre 1914-1918 avec une citation à l'ordre de l'armée : .

« Magnifique régiment. N'a cessé depuis le début de la campagne de faire preuve de superbes qualités d'allant, de vigueur et de ténacité, sur l'Yser, à Verdun, en Albanie et au nord de Monastir. Sous l'énergique impulsion du lieutenant-colonel du Noyer de Lescheraines, s'est particulièrement distingué en Belgique, au combat des Dunes en décembre 1914, à Verdun, du 10 février au 29 mars dans l'attaque du réduit et du bois d'Avocourt, puis en Albanie de fin janvier à février 1917, se lançant à l'attaque des positions ennemies a réalisé une avance de plus de 50 km dans des conditions climatiques des plus rigoureuses, faisant des prisonniers et capturant un nombreux matériel »

— Général Paul de Lobit, Ordre général no 326 du 21 juillet 1919.

### Insigne
Le régiment n'a pas reçu d'insigne métallique. La 157e demi-brigade alpine de forteresse avait un insigne pour chacun de ses bataillons. En 1982, un insigne est créé pour le 157e régiment d'infanterie, reprenant l'edelweiss du 83e BAF de 1939 et le Brec de Chambeyron présent sur celui du 72e BAF de 1939. Le renommage du régiment empêche la réalisation de cet insigne.

## Personnages célèbres ayant servi au157eRI
- Lieutenant Félix Fontan (1880-1914), cité à l'ordre du 14e corps d'armée pour sa conduite lors de l'avalanche du col de la Pare. Il permit de mettre fin aux activités de Jules Bonnot et de ses complices.
- Le futur général Sarrail y a commandé un bataillon dans les années 1900.
- Le journaliste Désiré Gurnaud, secrétaire général des Associations de pères de famille, et mort à l'ennemi en 1915.
- Octave de Sampigny (1869-1915), officier et royaliste de l'Action française.